# Klasztor dominikanek w Ołomuńcu
Klasztor dominikanek w Ołomuńcu – zespół budowli klasztornych zakonu dominikanek (później urszulanek) w południowej części zespołu staromiejskiego w Ołomuńcu (ul. Kateřinská).
Dominikanki były ostatnim z domów zakonnych, które we wczesnym średniowieczu osiadły w mieście. Ich kościół i klasztor były wzmiankowane w tym miejscu już w 1287 r. Nie znamy dyspozycji najstarszych zabudowań klasztornych. Dzisiejszy kompleks powstał w trakcie przebudowy renesansowego obiektu, którego mury częściowo przetrwały wielki pożar miasta w 1709 r. Nowy klasztor powstał jako zespół dwupiętrowych, barokowych budowli, skupionych wokół dwóch wewnętrznych dziedzińców. Dochowały się one do naszych czasów – zwłaszcza w odniesieniu do wnętrz – prawie bez późniejszych przeróbek. Zwraca uwagę szereg pomieszczeń z ładnymi sklepieniami oraz refektarz ze stiukowym stropem z malowidłami.
W okresie reform józefińskich w 1784 r. miejsce dominikanek zajęły w klasztorze urszulanki, które przeprowadziły się tu ze swej dawnej siedziby na Bielidłach (cz. Bělidly, niem. Bleich) w północnej części miasta (w rejonie dzisiejszej ul. Sokolskiej). Stamtąd również przeniesiono na obecne miejsce bramę wejściową do zespołu klasztornego. W XIX w. kompleks został poszerzony poprzez dobudowanie skrzydła skierowanego ku obecnej ulicy Krzywej (cz. Křivá ul.). Urszulanki prowadziły tu cieszące się dużą renomą szkoły dla dziewcząt: nauczania podstawowego, zawodowe (m.in. funkcjonująca do 1950 r. szkoła gastronomiczna) oraz działające w latach 1870-1919 r. seminarium nauczycielskie. W czasie I wojny światowej w pomieszczeniach szkolnych umieszczono szpital wojskowy. W 1950 r. urszulanki zostały zmuszone przez komunistyczne władze do opuszczenia Ołomuńca i zostały internowane w dawnym klasztorze pijarów w miejscowości Bílá Voda. Budynki przejęło państwo. Po aksamitnej rewolucji w 1990 r. budynek szkoły wrócił do Kościoła (pozostała część dawnego klasztoru pozostała w rękach państwa). W 1992 r. otwarto tu katolicką szkołę podstawową, przemianowaną w 2006 r. na Szkołę Podstawową Św. Urszuli. W części zabudowań działa obecnie hostel.